# Bogusław Pałka
Bogusław Pałka (ur. 21 czerwca 1950 w Gościnku) – polski polityk, urzędnik samorządowy, rolnik, poseł na Sejm X kadencji (1989–1991).

## Życiorys
Ukończył w 1973 studia ekonomiczne na Politechnice Szczecińskiej. W latach 1973–1974 był zastępcą kierownika wydziału zaopatrzenia i transportu w Zakładach Płyt Pilśniowych i Wiórowych w Karlinie, od 1975 prowadził własne gospodarstwo rolne.
W okresie 1978–1982 pełnił funkcję radnego Miejskiej i Gminnej Rady Narodowej w Karlinie. W 1989 został posłem na Sejm X kadencji z okręgu szczecineckiego z ramienia Komitetu Obywatelskiego. W Sejmie należał do Obywatelskiego Klubu Parlamentarnego, zasiadał w Komisji Handlu i Usług oraz w Komisji Rolnictwa i Gospodarki Żywnościowej.
W latach 1992–1998 był zastępcą dyrektora Oddziału Terenowego Agencji Własności Rolnej Skarbu Państwa w Koszalinie, po czym pełnił tę samą funkcję w oddziale w Szczecinie do 2002, kiedy objął stanowisko sekretarza powiatu białogardzkiego.
Działał w Stronnictwie Ludowo-Chrześcijańskim i Stronnictwie Konserwatywno-Ludowym. Później związał się z Prawem i Sprawiedliwością, z list którego kandydował w 2006 do sejmiku zachodniopomorskiego.